# Louis Hyacinthe Boivin
Louis Hyacinthe Boivin, född 27 augusti 1808 i Compiègne, död 7 december 1852 i Brest, var en fransk botaniker, verksam bland annat på Madagaskar och Seychellerna.
Auktorsnamnet Boivin kan användas för Louis Hyacinthe Boivin i samband med ett vetenskapligt namn inom botaniken; se Wikipediaartiklar som länkar till auktorsnamnet.